# Tous les matins du monde
Tous les matins du monde (Nederlands: Alle tijd van de wereld) is een Franse film van Alain Corneau die werd uitgebracht in 1991 en is gebaseerd op het gelijknamige boek van Pascal Quignard.
De mannelijke hoofdrollen worden vertolkt door Gérard Depardieu, zijn zoon Guillaume Depardieu en Jean-Pierre Marielle, de vrouwelijke door Anne Brochet en Carole Richert. De soundtrack van de film is samengesteld en ingespeeld door Jordi Savall.

## Verhaal
Monsieur de Sainte-Colombe is musicus en zijn viola da gambaspel is vermaard tot in Londen en Parijs. Wanneer zijn vrouw plotseling overlijdt, trekt hij zich terug en wijdt hij zijn leven verder aan de muziek. Zijn twee dochters ontzegt hij alles, hij brengt ze met strenge hand het gambaspel bij. 
De jaren gaan voorbij en zo nu en dan treedt het trio op voor wat vrienden. Op enig moment hoort ook het hof in Versailles van zijn kunsten, al snel volgt dan de invitatie om zich op het hof bij het orkest te voegen. Dit weigert Sainte-Colombe echter omdat hij geen muziek wil maken om de rijken te vermaken en om veel geld en aanzien te verwerven. 
Kort daarna komt een jonge Marin Marais op het kasteeltje op het platteland aan. Hij is gestuurd door zijn muziekleraar en wil graag leerling van Sainte-Colombe worden. Hij speelt wat stukken voor, maar Sainte-Colombe vindt hem niet goed genoeg: hij maakt wel muziek maar is geen musicus, is zijn verwijt. Na wat aarzelingen accepteert hij hem uiteindelijk wel, maar de samenwerking is geen lang leven beschoren. “De tranen van mijn dochters klinken meer als muziek dan uw spel.” 
Marais verdwijnt dan, maar Madeleine, een van de dochters, is verliefd op hem en leert hem heimelijk alles wat ze van haar vader geleerd heeft. Uiteindelijk krijgt Marais de door hem begeerde aanstelling aan het hof. Vanaf dat moment volgt de film de door liefdesverdriet gekwelde Madeleine en haar vader, die door zijn muziek zijn vrouw weer voor zich ziet, haar als het ware met zijn viola de gamba oproept. 
De film eindigt met een scène van een kwartier waarin een oudere Marin Marais zijn oude meester nogmaals opzoekt om diens werken niet verloren te doen gaan. De twee komen dan toch nog tot elkaar in een ultieme poging te doorzien wat muziek is en dan spelen ze samen Le tombeau des regrets, het door Sainte-Colombe geschreven stuk voor zijn overleden vrouw.

## Rolverdeling
| Acteur               | Personage                  |
| -------------------- | -------------------------- |
| Jean-Pierre Marielle | Monsieur de Sainte-Colombe |
| Gérard Depardieu     | Marin Marais               |
| Anne Brochet         | Madeleine                  |
| Guillaume Depardieu  | de jonge Marin Marais      |
| Carole Richert       | Toinette                   |
| Michel Bouquet       | de schilder Lubin Baugin   |
| Jean-Claude Dreyfus  | priester Mathieu           |
| Yves Gasc            | Caignet                    |
| Yves Lambrecht       | Charbonnières              |
| Jean-Marie Poirier   | monsieur de Bures          |
| Myriam Boyer         | Guignotte                  |
| Caroline Silhol      | madame de Sainte-Colombe   |

## Prijzen en nominaties

### Prijzen
- César
  - César voor Beste film
  - César voor beste regisseur: Alain Corneau
  - César voor beste vrouwelijke bijrol: Anne Brochet
  - César voor beste filmmuziek: Jordi Savall
  - César voor beste cinematografie: Yves Angelo
  - César voor beste kostuums: Corinne Jorry
  - César voor beste geluid: Anne Le Campion, Pierre Gamet, Gérard Lamps en Pierre Verany

### Nominaties
- César voor beste acteur: Jean-Pierre Marielle
- Internationaal filmfestival van Berlijn: Gouden Beer (Alain Corneau)
- Golden Globe: Golden Globe voor beste buitenlandse film